# Nervus laryngeus recurrens

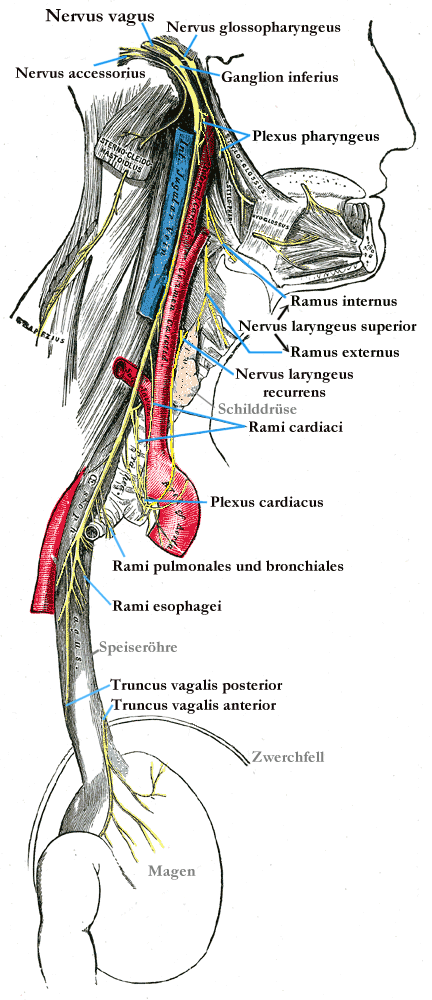
Vagusgruppe

Der Nervus laryngeus recurrens (dt. rückläufiger Kehlkopfnerv, Stimmnerv) ist ein Ast des zehnten Hirnnervs, Nervus vagus.

## Beschreibung
Der rechte Nerv trennt sich schon vor der Thoraxapertur (Brusteingang) vom Nervus vagus und umschlingt rechts die Arteria subclavia. Der linke Nerv teilt sich erst nach Durchtritt durch die Thoraxapertur (Brusteingang) vom Nervus vagus und umschlingt links den Aortenbogen und das Ligamentum arteriosum. Beide Äste ziehen dann durch den Sulcus oesophageotrachealis nach kranial zurück zum Kehlkopf, wo er einige Äste zur Versorgung von Speise- und Luftröhre abgibt. Der restliche kehlkopfnahe Abschnitt wird nun bei Tieren Nervus laryngeus caudalis und beim Menschen als Nervus laryngeus inferior bezeichnet. Er versorgt alle Kehlkopfmuskeln mit Ausnahme des Musculus cricothyroideus, welcher vom oberen Kehlkopfnerv innerviert wird. Im Recessus piriformis gibt es eine Verbindung zwischen beiden Kehlkopfnerven, die als Galen-Anastomose bezeichnet wird.
Der auffällige Verlauf des Nervus laryngeus recurrens ergibt sich aus komplexen ontogenetischen Prozessen und ist unmittelbar durch den sogenannten Abstieg (Deszensus) des Herzens beim Embryo bedingt. Phylogenetisch interpretiert gilt der Nervus laryngeus recurrens als ursprünglich sechster Kiemenbogennerv. Sein seltsam wirkender Verlauf wird historisch mit Verweis auf die Topologie von als homolog gewerteten Strukturen interpretiert und soll sich durch die Umbildung der sogenannten Kiemenbogen ergeben haben.

## Schädigung des Nervs

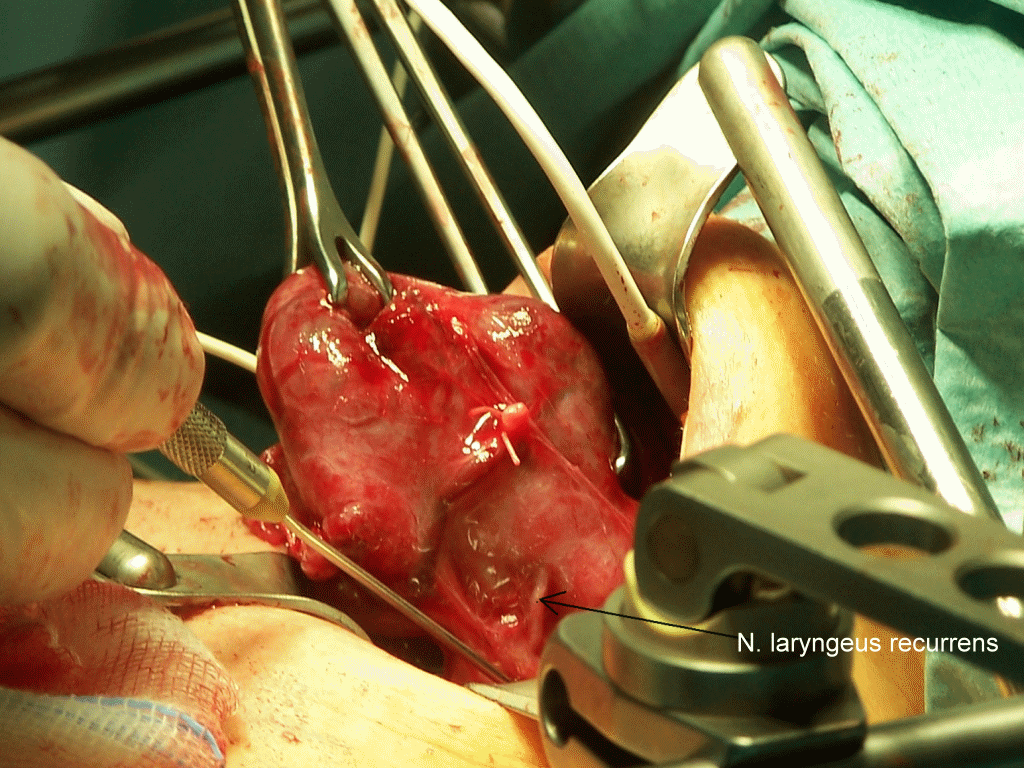
Der linke N. laryngeus recurrens, dargestellt während einer Strumaresektion.

Einseitige Schädigungen des Nervus laryngeus recurrens – z. B. durch mechanische Schädigung bei Halsoperationen (Schilddrüsenentfernung), Entzündungen in seiner Umgebung oder des Nerven selbst – führen zu einer Lähmung oder Parese der Stimmbänder (Rekurrensparese) und damit zu einer heiseren Stimme. Beidseitige Schädigungen führen zudem zu starker Atemnot, da durch die nicht weit genug geöffnete Stimmritze die Atmung behindert wird.
Beim Tapia-Syndrom liegt zusätzlich eine Schädigung des Nervus hypoglossus vor.
Veterinärmedizinische Aspekte
Bei Tieren (v. a. beim Pferd) sind Lähmungen des linken Nervus laryngeus recurrens relativ häufig und ein Gewährsmangel. Sie führen zu einer halbseitigen Kehlkopflähmung, die auch als Kehlkopfpfeifen bezeichnet wird.

## Varietät
Selten ist ein abweichender Verlauf dieses Nerven ohne Schlinge um die rechte Arteria subclavia, bei dem der Nerv einen weitgehend geraden Verlauf nimmt. Bei dieser Varietät besteht im Rahmen von Schilddrüsenoperationen und besonders bei operativer Entfernung der Nebenschilddrüsen eine erhöhte Verletzungsgefahr. Sie ist in der Regel mit der Varietät einer Arteria lusoria assoziiert, die in einer dreidimensionalen Dünnschicht-Computertomographie zur Verhinderung einer Nervenverletzung vor einer Nebenschildrüsenoperation detektiert werden kann.

## Beleg für die Evolution

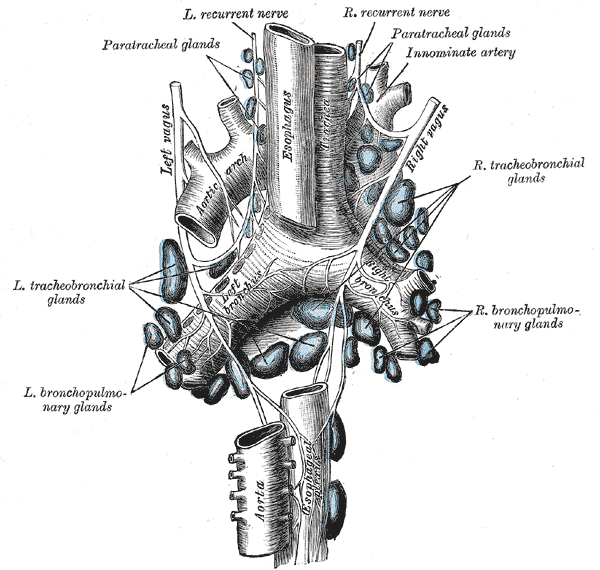
Verlauf des Nerven-, Gefäß- und Lymphsystems um die großen herznahen Gefäße

Der extrem lange Umweg, den der Nerv durch den Körper macht (bei der Giraffe beträgt die Länge fast 5 Meter) wird von Evolutionsbiologen als Beleg für die Evolution aufgeführt. Bei einem „konstruierten Lebewesen“ wäre es unsinnig gewesen, einen solch langen Verlauf zu wählen, so sagen Evolutionsbiologen. Der Nerv hat dieser Auffassung nach diese Länge dadurch erreicht, dass im Laufe der Evolution der Hals länger wurde und das Herz tiefer in den Körper gewandert ist.
Einige Kreationisten halten dem entgegen, dass der rückläufige Kehlkopfnerv auf dem Weg zurück zum Kehlkopf zahlreiche autonome und sensorische Nerven versorgt. Diese verzweigen sich zur Aorta, zum Herzen, zur Speiseröhre und zur Luftröhre. Der Umweg des Nervus laryngeus recurrens liegt somit genau zwischen den Organen, von denen er Informationen sammelt. Manche Kreationisten begründen u. a. damit den Zweck des Umweges.